# Tarenna incana
Tarenna incana är en måreväxtart som beskrevs av Friedrich Ludwig Diels. Tarenna incana ingår i släktet Tarenna och familjen måreväxter. Inga underarter finns listade i Catalogue of Life.